# Карбонара Скривија
Карбонара Скривија (итал. Carbonara Scrivia) је насеље у Италији у округу Алесандрија, региону Пијемонт.
Према процени из 2011. у насељу је живело 542 становника. Насеље се налази на надморској висини од 179 м.

## Становништво
| 1936. | 1951. | 1961. | 1971. | 1981. | 1991. | 2001. | 2011. |
| ----- | ----- | ----- | ----- | ----- | ----- | ----- | ----- |
| 670   | 678   | 669   | 644   | 865   | 1.016 | 966   | 1.055 |